# Belvárosi evangélikus templom (Miskolc)
A belvárosi evangélikus templom Miskolc belvárosában, a Hunyadi utca 8. szám alatt található. Nem utcafronti épület, az úgynevezett Luther-udvarban áll, de tornya több helyről jól látszik a városból, mert 60 méter magas. A Luther-udvar déli részén található az evangélikusok egykori iskolája, amelynek olyan neves tanulói voltak, mint Szemere Bertalan, Hunfalvy Pál és Herman Ottó.

## A templom története
A miskolci lutheránus gyülekezet a 17. század végétől betelepülő cipszer és szlovák családok révén alakult ki és erősödött meg. A gyülekezet kérvényezte a templomemelést, amit II. Józseftől 1783-ban kaptak meg. A miskolci gyülekezetet ekkor 182 magyar, 128 szlovák és 61 német család, összesen 1288 személy alkotta. Az építkezéshez a Nagy-Hunyad (ma Hunyadi) és a Kis-Hunyad utcák közötti területet vásárolták meg, és fő mecénásuk Radvánszky Ferenc (1740–1810) volt. A templom 1797-re készült el, a Radvánszky család emléktábláját a templom falába építették be. Ez a templom 1817-ben egy villámcsapás következtében teljesen leégett. A maradványok felhasználásával épült 1817 és 1820 között a ma is látható templom. Tornya ekkor még csak az ereszvonaláig ért. A hatalmas, közel 60 méter magas templomtorony 1864-re készült el teljesen. A telek északi részén épült fel az iskola, amelyet 1808-ban gimnáziummá minősítettek. A parókia 1847-ben készült el, ennek emeletén kapott helyet a paplak és a Theöreök-féle könyvtár, amely akkor a város legnagyobb könyvgyűjteménye volt, ma egyházi gyűjtemény. Az 1878-as miskolci árvízben komoly károkat szenvedett a templom, az irattár és a rendkívüli értéket képviselő könyvtár is veszteségeket szenvedett. 1896-ra épült fel a telek déli részén, az utcafrontra a Luther-ház, amely bérház funkciókat lát el. A 20. század második felében felújították a templom tetőszerkezetét, az orgonát és a fűtést. A templomban az ezredforduló után hangversenyeket is tartanak.
Az udvaron áll Csengey Gusztáv (1842–1925), a neves evangélikus teológus, tanár, költő szobra, Borsodi Bindász Dezső alkotása.

## A templom
A templom kereszt alaprajzú, szentélye egyenes záródású, tornya a főhomlokzattól előreugrik. A déli, bejárati oldalon van az orgonakarzat és az orgona, a kereszt száraiban többszintes karzatok épültek 1820-ban. A berendezése is 1820-ból való, így a padok, a szószék és az énekes táblák is. Oldalhomlokzata lizénákkal tagolt. Főhajója és a keresztházak is csehsüvegboltozatosak. 1817-ben villámcsapás miatt, majd az 1843-as nagy tűzvészben ismét leégett a templom, de megrongálódott az éppen épülő torony is. A torony végül 1864-ben készült el, előtte, még 1845-ben pótolták az orgona hiányát is (azóta ez az orgona szolgálja a templomot). A templomba az oltárképet Székely Bertalantól rendelték meg, 1897-ben festette (Jézus a Getsemáne-kertben). A templombelső egységes, ornamentális festése 1941-re készült el. A toronyba két acélharang érkezett Bochumból 1865-ben, a nagyobbik 1681 kg, a kisebbik 1005 kg tömegű, s mindkettőt az evangélikus gyülekezet egy-egy tehetős családja adományozta a templomnak. A nagyobbik a második legnagyobb nem bronzból készült harang az országban.

## Képek

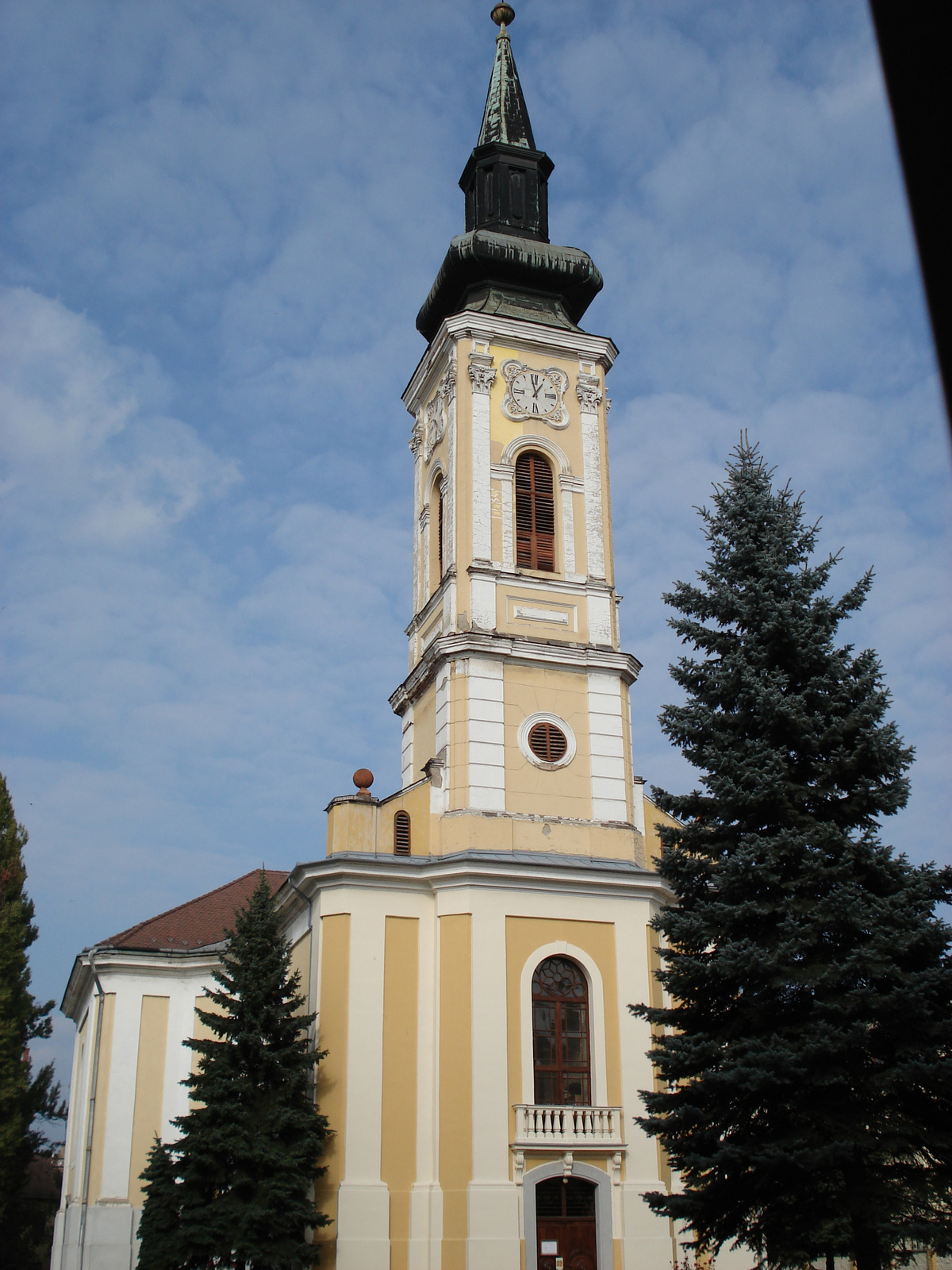
A templom
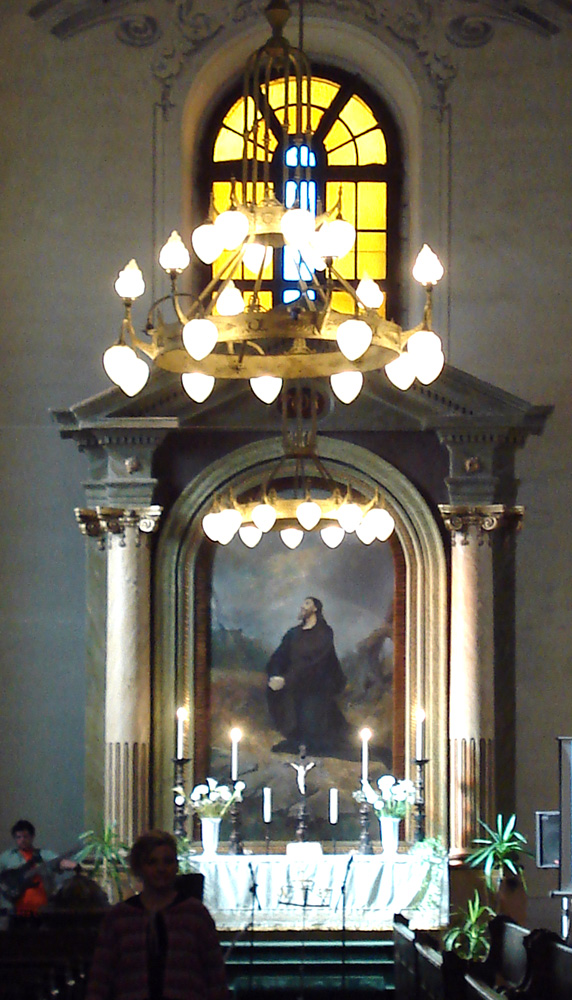
Templombelső Székely Bertalan oltárképével
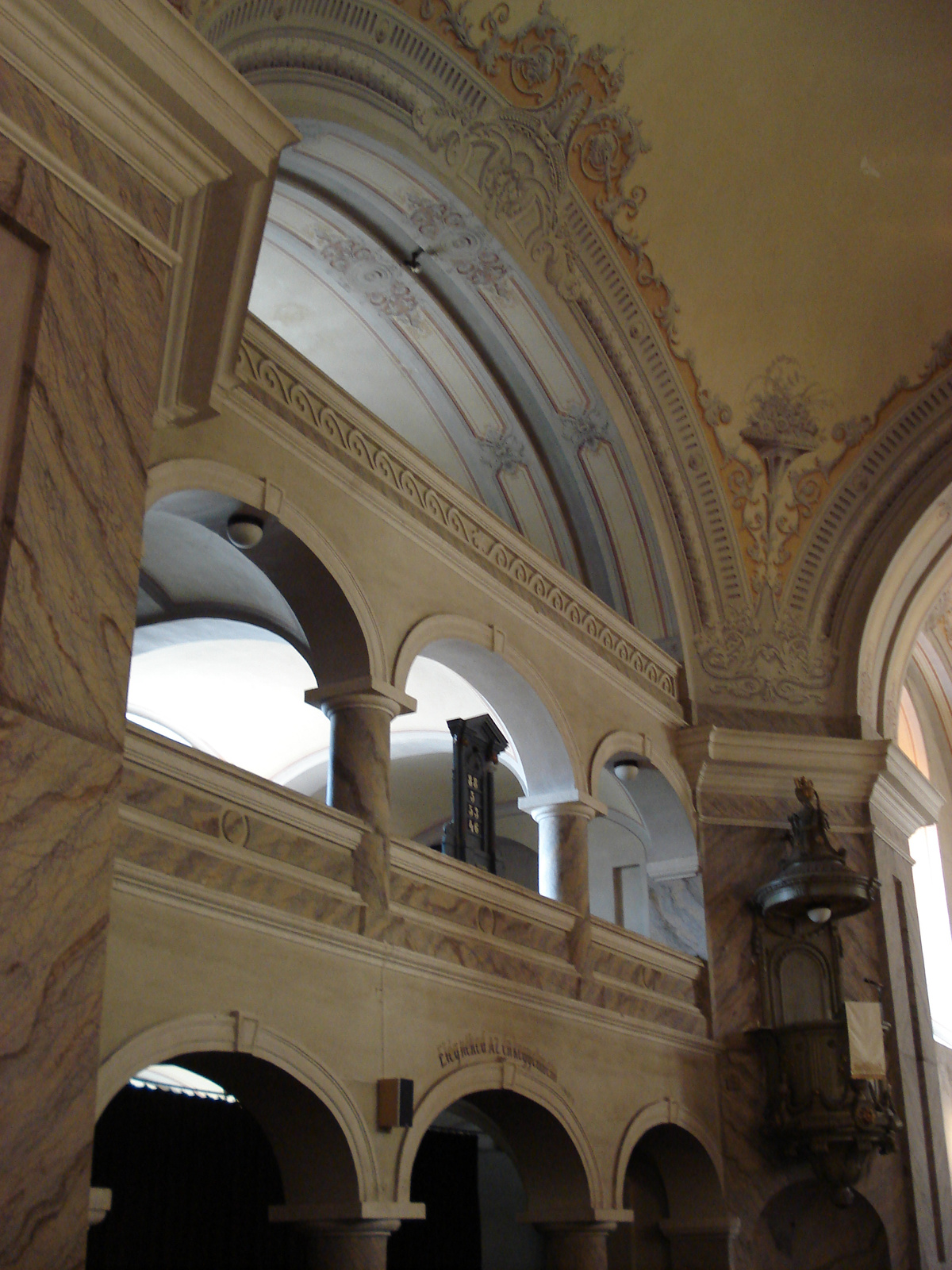
Templombelső
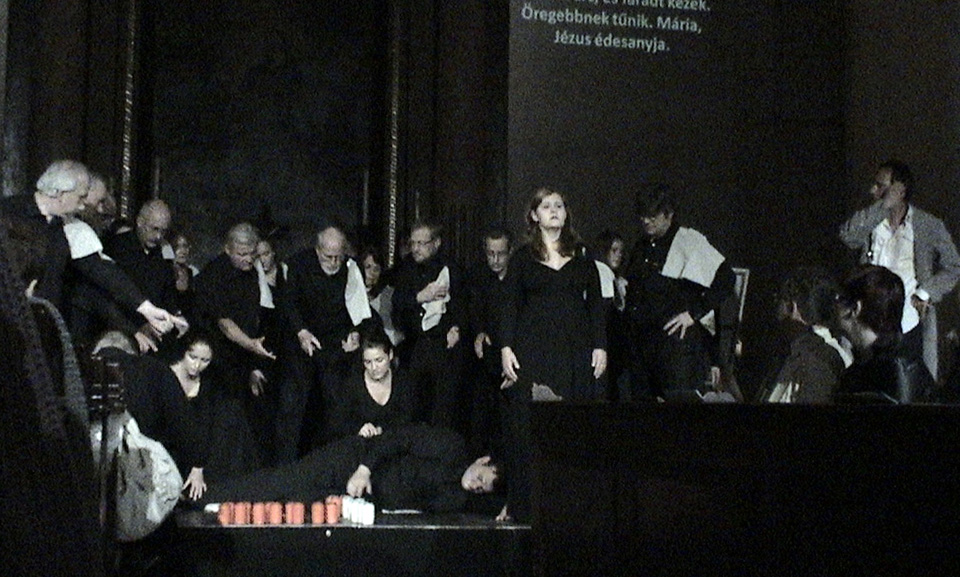
Liszt Via crucis című művének előadása az Operafesztiválon, 2011-ben
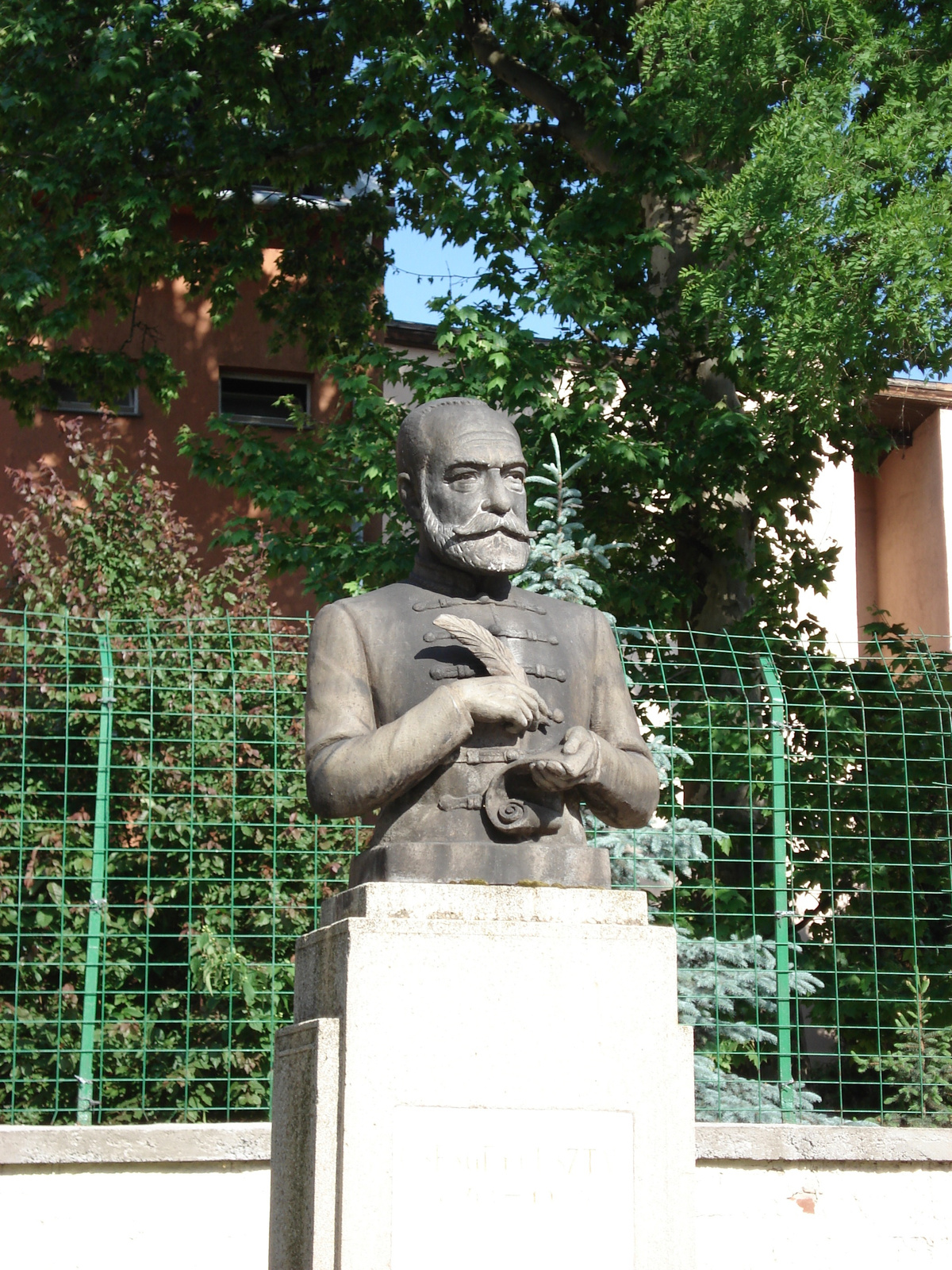
Csengey Gusztáv szobra az udvaron